# Affonso Beato
Affonso Henriques Ferreira Beato (13 de julio de 1941), más conocido como Affonso Beato, es un director de fotografía brasilero.
Beato nació en Río de Janeiro. Comenzó su carrera en el cine durante los años 1960, siendo reconocido internacionalmente por su trabajo en O Dragão da Maldade Contra o Santo Guerreiro (1969) de Glauber Rocha.
En los años 1970 comenzó a trabajar en el exterior, colaborando con el director Jim McBride (The Big Easy, Great Balls of Fire!, entre otras). En 2004, trabajó en la primera película de Hollywood del director brasilero Walter Salles, Dark Water.